# Jakub Łukowski
Jakub Łukowski (ur. 25 maja 1996 w Bydgoszczy) – polski piłkarz grający na pozycji pomocnika. Od 2025 roku zawodnik GKS-u Katowice.

## Życiorys
Jest wychowankiem Zawiszy Bydgoszcz. W pierwszym zespole tego klubu występował w latach 2013–2016. W Ekstraklasie zadebiutował 3 sierpnia 2014 w przegranym 1:2 meczu ze Śląskiem Wrocław. Do gry wszedł w 77. minucie, zastępując Alvarinho. 1 lipca 2016 został piłkarzem Wisły Płock. Od 5 sierpnia 2016 do 30 czerwca 2017 przebywał na wypożyczeniu w Olimpii Grudziądz. W lipcu 2019 powrócił do Olimpii. Dwa miesiące później, Miedź Legnica skorzystała z klauzuli zapisanej w kontrakcie Łukowskiego i wykupiła go. 27 lutego 2021 roku przeniósł się do Korony Kielce. W sezonie 2021/2022 awansował z klubem do Ekstraklasy, a w kolejnej kampanii zdobył 12 goli w tej lidze. Większość sezonu 2023/2024 w Ekstraklasie stracił wskutek kontuzji zerwania więzadła krzyżowego przedniego. 4 czerwca 2024 został piłkarzem Widzewa Łódź. Zadebiutował 22 lipca 2024 strzelając bramkę dającą remis w I kolejce Ekstraklasy ze Stalą Mielec (1:1). 8 lipca 2025 roku rozwiązał kontrakt z Widzewem i został piłkarzem GKS-u Katowice, z którym podpisał dwuletnią umowę.